# Noord-Shaolin
Noord Shaolin is een verzameling van Chinese krijgskunsten die beoefend worden/werden in de Shaolintempel in Henan.

## Geschiedenis
Toen de Indiaanse boeddhistische monnik Damo (Bodhidharma) arriveerde (+/- 527 n.C.) in de Shaolintempel hielden de monniken zich enkel bezig met het vertalen van manuscripten van Sanskriet naar het Chinees. Door het lange stilzitten tijdens het schrijven en mediteren verkeerden de monniken in een slechte fysieke toestand.
Volgens de overlevering leerde Damo de monniken een aantal fysieke Chi Kung-oefeningen ter compensatie van het lange stilzitten tijdens het mediteren. Dit had als resultaat dat de monniken fitter werden. Het beoefenen van krijgskunsten kwam later. Tijdens de Sui-dynastie werd de tempel aangevallen door rovers uit de omringende dorpen. Dit is de aanzet geweest voor de tempel om middelen te zoeken om zich te verdedigen.
Het staat genoteerd dat Shaolinmonniken de legers van de Tang-dynastie hielpen in 627. Voor hun hulp werd de tempel beloond met extra landerijen.
Pas tijdens de Yuan-dynastie kreeg Shaolin Gongfu zijn eigenlijke vorm. Monniken trokken rond om technieken bij te leren en brachten die terug naar de tempel. De bekende dierenstijlen van hun vechtkunst werden in deze periode ontwikkeld.